# Tuř
Tuř (en allemand : Tursch) est une commune du district de Jičín, dans la région de Hradec Králové, en République tchèque. Sa population s'élevait à 125 habitants en 2022.

## Géographie
Tuř se trouve à 6 km au sud-est du centre de Jičín, à 36 km au nord-ouest de Hradec Králové et à 79 km au nord-est de Prague.
La commune est limitée par Jičín et Kacákova Lhota au nord, par Kovač à l'est, par Butoves et Slatiny au sud, et par Vitiněves à l'ouest.

## Histoire
La première mention écrite de la localité date de 1368.

## Galerie

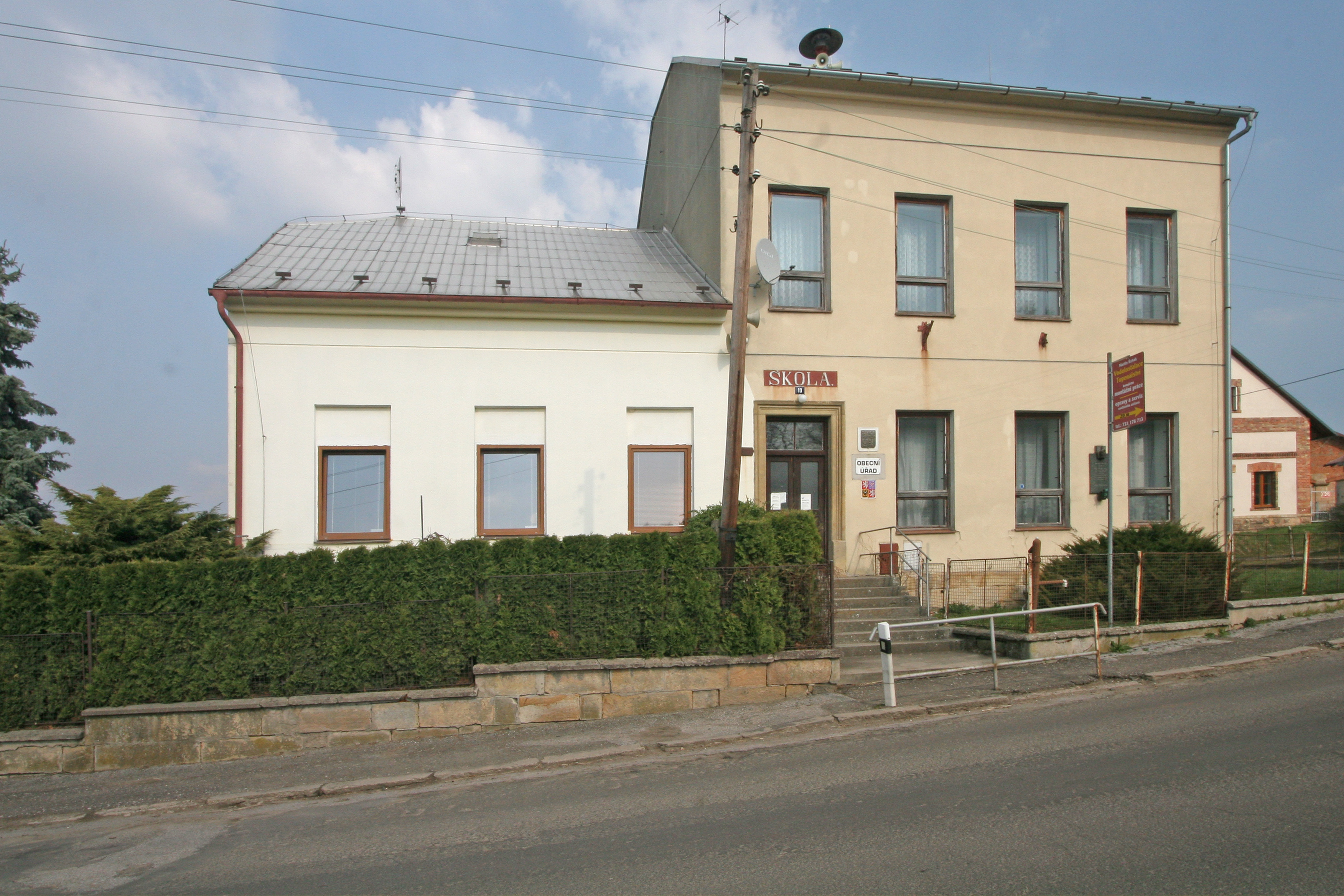
Tuř : la mairie.
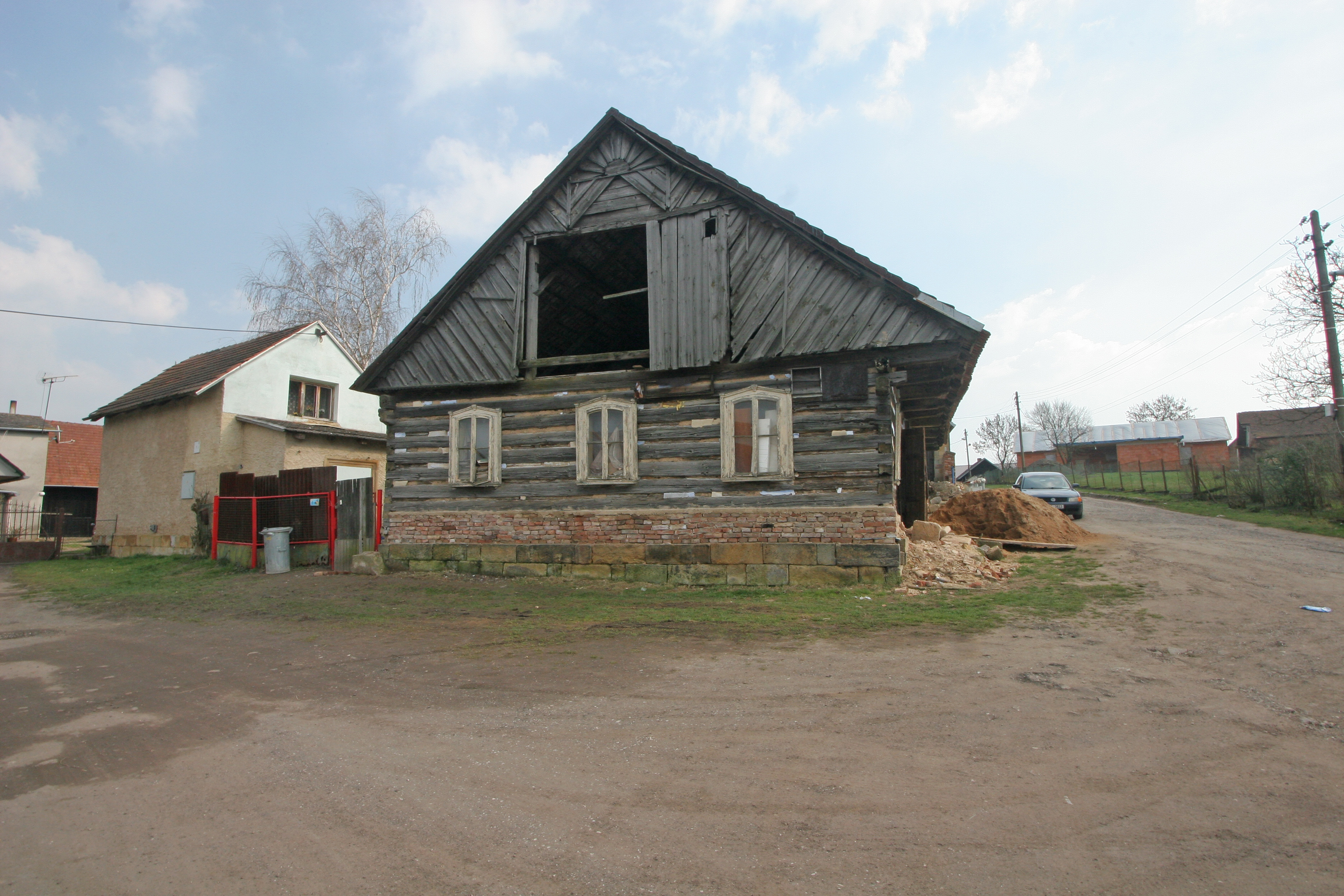
Maison en bois.

## Transports
Par la route, Tuř se trouve à 8 km de Jičín, à 43 km de Hradec Králové et à 102 km de Prague. 